# Clã Satomi
O Clã Satomi (里见氏, Satomi-shi) foi um clã do Período Sengoku (1467-1573) e início do Período Edo (1603-1868). Os Satomi reivindicaram a descendência do Clã Seiwa Genji, através de Minamoto no Yoshishige (d. 1202), cujo filho Yoshitoshi iniciou o uso do nome 'Satomi'.
Os Satomi inicialmente habitavam a Província de Kōzuke na atual Gunma e foram transferidos para a Província de Awa , na atual região sul de Chiba, em meados do Século XIV. A partir deste período, o clã ficou conhecido como o Clã Awa Satomi.
Durante o Período Sengoku os Satomi foram vassalos de Hōjō Ujitsuna em 1539. O restante do período viu a batalha entre os Clãs Go-Hōjō, Takeda e Imagawa. A Satomi participaram da Primeira Batalha de Kōnodai (1538) e da Segunda Batalha de Kōnodai (1564).
Os Satomi lutaram sob o comando de Oda Nobunaga e de Tokugawa Ieyasu na Batalha de Sekigahara. Por isso no início do Período Edo o clã foi nomeado o Daimyō da Província de Awa, com uma renda de 120.000 koku, mas logo depois entraram em conflito com o shogunato Tokugawa. O clã foi implicado nas intrigas políticas de Ōkubo Tadachika de 1614. O Daimyō Satomi Tadayoshi (1594 - 1622) foi banido para Província de Hoki na atual Tottori , e teve sua participação reduzida para 30.000 koku . Como Tadayoshi não tinha herdeiro, após sua morte o clã foi extinto.